# Нижний Дир
Нижний Дир (урду ضلع دیر زیریں‎, англ. Lower Dir District, пушту ښکته دير ولسوالۍ‎) — один из 24 округов пакистанской провинции Хайбер-Пахтунхва. Округ образован в 1996 году когда Дир был разделен на Верхний и Нижний Дир.

## Демография
По переписи 1998 года в Нижнем Дире проживало 797 852 человек. На 2005 год в округе проживает примерно 1 037 091 человек. Годовой прирост населения составляет 3,42 %. Гендерный состав населения: 514 072 мужчины и 523 020 женщины.
В 1998 году уровень грамотности населения, в возрасте от 10 лет и выше, составлял 29,90 %. Для сравнения — в 1981 году, грамотно было только 10,16 %. Мужчины более образованы чем женщины (48,76 % по сравнению с 12,25 % у женщин).

## Вазиристанская война
В Нижнем Дире происходят боестолкновения между вооружёнными силами Пакистана и террористами движения Талибан.